# العلاقات الأمريكية الجنوب سودانية
العلاقات الأمريكية الجنوب سودانية هي العلاقات الثنائية التي تجمع بين الولايات المتحدة وجنوب السودان.

## مقارنة بين البلدين
هذه مقارنة عامة ومرجعية للدولتين:
| وجه المقارنة                                              | الولايات المتحدة                                                                                                  | جنوب السودان                  |
| --------------------------------------------------------- | --- | ----------------------------- |
| المساحة (كم2)                                             | 9.83 مليون | 619.75 ألف                    |
| عدد السكان (نسمة)                                         | 311.58 مليون | 12.58 مليون                   |
| الكثافة السكانية (ن./كم²)                                 | 31.7 | 20.3                          |
| العاصمة                                                   | واشنطن العاصمة | جوبا                          |
| اللغة الرسمية                                             | لغة إنجليزية | لغة إنجليزية                  |
| العملة                                                    | دولار أمريكي | جنيه جنوب سوداني، جنيه سوداني |
| الناتج المحلي الإجمالي (بليون دولار)                      | 19.39 تريليون | 2.90 مليار                    |
| الناتج المحلي الإجمالي (تعادل القوة الشرائية) بليون دولار | 18.04 تريليون | 22.88 مليار                   |
| الناتج المحلي الإجمالي الاسمي للفرد دولار أمريكي          | 56.12 ألف | 73                            |
| الناتج المحلي الإجمالي للفرد دولار أمريكي                 | 54.63 ألف | 2.02 ألف                      |
| مؤشر التنمية البشرية                                      | 0.920 | 0.467                         |
| رمز المكالمات الدولي                                      | +1 | +211                          |
| رمز الإنترنت                                              | .us، حكومة، .mil، Edu.                                                                                            | .ss                           |
| المنطقة الزمنية                                           | توقيت ساموا الأمريكية، توقيت أطلنطي موحد، منطقة زمنية وسطى، توقيت ألاسكا ‏، المنطقة الزمنية الجبلية، توقيت تشامرو ‏ | ت ع م+03:00                   |

## منظمات دولية مشتركة
يشترك البلدان في عضوية مجموعة من المنظمات الدولية، منها:
| علم المنظمة | اسم المنظمة                               | تاريخ انضمام الولايات المتحدة | تاريخ انضمام جنوب السودان |
| ----------- | ----------------------------------------- | ----------------------------- | ------------------------- |
|             | وكالة ضمان الاستثمار متعدد الأطراف        | 12 أبريل 1988                 | 18 أبريل 2012             |
|             | الاتحاد الدولي للاتصالات                  | 1 يوليو 1908                  | 3 أكتوبر 2011             |
|             | يونسكو                                    | 4 نوفمبر 1946                 | 27 أكتوبر 2011            |
|             | البنك الإفريقي للتنمية                    | ?                             | ?                         |
|             | الأمم المتحدة                             | 24 أكتوبر 1945                | 14 يوليو 2011             |
|             | المركز الدولي لتسوية المنازعات الاستشارية | 14 أكتوبر 1966                | 18 مايو 2012              |
|             | البنك الدولي للإنشاء والتعمير             | 27 ديسمبر 1945                | 18 أبريل 2012             |
|             | مؤسسة التمويل الدولية                     | 20 يوليو 1956                 | 18 أبريل 2012             |
|             | مؤسسة التنمية الدولية                     | 24 سبتمبر 1960                | 18 أبريل 2012             |
|             | منظمة الشرطة الجنائية الدولية             | ?                             | ?                         |
|             | الاتحاد البريدي العالمي                   | ?                             | ?                         |

## أعلام
هذه قائمة لبعض الشخصيات التي تربطها علاقات بالبلدين:
- أتويا دينج هوبكنز (عارضة سودانية، 3 نوفمبر 1991 – )
- أنوك ياي (20 ديسمبر 1997 – )
- تشارلز جوك (23 نوفمبر 1989 – )
- مانوت بول (لاعب كرة سلة سوداني، 16 أكتوبر 1962[26] – 19 يونيو 2010[26])

## وصلات خارجية
- موقع وزارة الخارجية الأمريكية
- موقع وزارة الخارجية الجنوب سودانية